# 張恩選
張恩選（？—1651年），汀州府上杭縣人，明朝、南明軍事人物。

## 生平
張恩選年輕時在鄉里稱雄，人稱「豬婆龍」，又叫「朱麻庸」。崇禎十七年（1644年）四月，他和黨羽鄭滿子、遊細子攻打上墩，殺死威遠守備李國禎與上杭副中軍許紹美。七月時，他攻打黃坑，陸源清命令許勝、葛登標圍剿，斬殺鄭滿子與楊和尚。十月，他會合瑞金、會昌、安遠、長寧數千人及廣東盜寇接近寧化，蕭陞、陳丹數千人未能會合，反攻武邑巖前，而守備程章中、林道寬因此戰死；李世熊上表撫平張恩選的策略給于華玉。十二月，張肯堂命令張一俊、陳天榜和恩選交戰，結果戰敗。弘光元年（1645年），他接受參將包象乾招撫，于華玉下令將他和寧文龍部下整合為一軍，授副總兵；然而他的部下依然繼續搶掠。五月，有一名鄉兵賴漢廷搶劫來蘇寨被擒，他的同黨練勝龍襲擊上杭，張恩選在勝龍的內應狼頭星被殺。隆武元年十月，山賊進攻歸化，張華玉命令他支援五里橋，唯先勝後敗。次年（1645年），隆武帝將到江西，他接到指示在歸化停住；七月，他與葛登標、黃九萬、何新登、張秤錘、賴其肖包圍上杭，遭傅天祐打敗。李魯傳來詔令要求撫定，但安定後就得知隆武帝在汀州被殺，於是張恩選聲稱奉隆武帝太子屯駐來蘇大帽山、而葛登標則駐紮溪南三圖里，華國蘊屯兵白砂華家亭。他的兵力強大，其時汀州的部屬大多投降清朝，惟有他不屈服；不久武平的民眾王道一、徐文泌帶著萬人在冬會天攻打武平戰死。
永曆二年（1648年）二月，張恩選再次攻打武平。四月，赤岡人朱良覺以數千人攻城戰死，他進入上杭城卻未能守住；至八月再自永定、上杭攻歸化；有僧人自稱隆武帝，攻永定戰死。張恩選其後跟從傅天祐屯鎮大埔，與賴其肖、葛登標、江龍會合。十月，江龍未能攻克永定。永曆五年（1651年），他走到平和烏石洋，中炮死；葛登標、華國蘊則降清。

## 引用
1. 1 2  錢海岳《南明史·卷四十九·列傳第二十五》：張恩選，上杭人。少強梁鄉里，人稱豬婆龍，又呼朱麻庸。崇禎十七年四月，與黨鄭滿子、遊細子攻上墩，殺威遠守備李國禎、上杭副中軍許紹美。七月，攻黃坑，陸源清命許勝、葛登標剿之，斬滿子、楊和尚。十月，合瑞金、會昌、安遠、長寧數千人及粵寇趨寧化者，蕭陞、陳丹數千人欲合不果，反攻武邑巖前。守備程章中、林道寬力戰死。李世熊上撫策於于華玉。十二月，張肯堂命張一俊、陳天榜敗恩選。
2. ↑  錢海岳《南明史·卷四十九·列傳第二十五》：弘光元年，恩選乃就參將包象乾乞撫，華玉命合寧文龍為一軍，疏授副總兵。恩選自受撫，所部肆掠如故。五月，鄉兵賴漢廷劫來蘇寨被禽，其黨練勝龍襲上杭，恩選部狼頭星內應皆執死。隆武元年十月，寇攻歸化，華玉命恩選援之五里橋，初勝後敗。二年，上將幸贛，命止歸化。七月，與登標、黃九萬、何新登、張秤錘、賴其肖圍上杭，為傅天祐所敗。李魯諭撫之，安插定而汀州變聞。恩選聲奉紹宗太子屯來蘇大帽山、王壽山，左閩右粵，登標屯溪南三圖里，華國蘊屯白砂華家亭，恩選兵勢尤盛，時汀屬多降，惟恩選不屈。武平所民王道一、徐文泌以眾萬人於是冬會攻武平戰死。
3. ↑  錢海岳《南明史·卷四十九·列傳第二十五》：永曆二年二月，恩選再攻武平。四月，赤岡民朱良覺以數千人攻城死。恩選入上杭城，不能守。八月，自永定、上杭攻歸化，有僧人稱紹宗者攻永定死。恩選後從天祐屯大埔，與肖、登標、江龍合。十月，龍攻永定不克。五年，恩選走平和烏石洋，中礮死。登標、國蘊降清。